# Seznam postav seriálu Včelka Mája (1975)
Toto je seznam postav v anime televizním seriálu Včelka Mája z roku 1975.

## Hlavní postavy
Objevují se pravidelně ve většině dílů seriálu.
|  | Postava             | Popis |
|  | ------------------- | --- |
|  | Mája                | Nejdůležitější postava v seriálu. Je dobrácká, ráda každému za každou cenu pomůže. Ráda zkouší a poznává stále nové věci, a proto se občas dostává do vážných problémů. Žije na louce, daleko od svého úlu a v drtivé většině případů se v něm nezdržuje. |
|  | Vilík               | Když byla Mája ještě v úlu, byl jejím spolužákem. Poté, co Mája z úlu utekla, letěl za ní se záměrem ji přesvědčít, aby se vrátila zpět, to se mu ale nepovedlo. Nakonec s ní zůstal a začal s ní žít na louce. Je líný, bojácný, závistivý a nepřejícný. Máje často spoustu věcí rozmlouvá, rád hodně jí a spí. |
|  | Hop                 | Moudrý a dobrácký luční koník, který Máju sledoval od jejího narození. Když s Vilíkem utekla z úlu, s oběma včelami se spřátelil. Pomáhá jim a učí je a je jejich nejlepším kamarádem. V seriálu také představuje roli vyprávěče a uváděče. Jeho příbuzenstvem je hejno sarančat, které se stále někam stěhuje. V knize Waldemara Bonselse z roku 1912 se vyskytovala pouze postava bezejmenné a bezstarostné kobylky. Své jméno Hop (v německé verzi Flip, japonské Filip) získala až v seriálu. Je zelený, má bílou košili, modré krátké kalhoty a hnědý klobouk s černým pruhem. V českém znění televizního seriálu jej daboval Boris Rösner. Pro japonský seriál ho nakreslil Susumo Širaum. |
|  | Plukovník           | Je velitelem mravenců, Máju nechal velet celému svému oddílu včetně sebe. Je přísný, trochu zběsilý, ale hodný a vždy připravený komukoliv se svojí skupinou pomoct. |
|  | Myšák Alexandr      | Objevil se jen v 2. řadě. Je moudrý a vlastní spoustu zajímavých věcí, které nikdo jiný na louce nemá. Část života strávil mezi lidmi. Někdy bývá až moc namyšlený a nóbl. |
|  | Chramosil           | Velmi silný, přátelský brouk. |
|  | Puk                 | Obyčejná moucha, která ráda otravuje lidi. |
|  | Maxa                | Žížalák, jeden z nejlepších přátel Máji. |
|  | Stonožka            | Klidná a nepříliš výrazná postava. |
|  | Beruška a její děti | Beruška má 3 velmi drzé děti a často je nezvládá. |

## Ostatní postavy
Objevují se pouze v některých nebo jen jediném díle seriálu.
|  | Postava           | Popis |
|  | ----------------- | --- |
|  | Teta Kasandra     | Včela, učitelka Máji, měla Máju na starost od jejího narození. |
|  | Strážci úlu       | Dva velmi hloupí trubci, jeden je vyšší a druhý menší. Stráží vchod do úlu. Objevili se pouze v díle, kde Máju uvěznili předtím, že z úlu utekla. |
|  | Fidla             | Pavoučice, hraje na housle, i když na ně hrát vůbec neumí a její skřípaní na houslích ostatním rve uši. Je zlá, usiluje hmyzu na louce o život. Neštítí se udělat ani ty největší podlosti, aby mohla ostatní chytit a sežrat.                              |
|  | Sršni             | Hlavní nepřátelé všeho na louce i včelího úlu, Máju jednou zajali a uvěznili ve svém hnízdě, také zaútočili na rodný úl Máji. |
|  | Škvoří rodina     | Na louce ničili všechny květiny, byli bezohlední a jejich děti velmi drzé. |
|  | Krtonožka         | Krtonožku Mája potkala když s Vilíkem vlezla do jejích chodbiček pod zemí a zabloudila v nich. |
|  | Květinový skřítek | Je celý bílý a má 2 křídla, Máje v noci ukazoval jak žijí lidé. |
|  | Hanibal           | Slabý pavouk s velmi dlouhýma nohama. Na rozdíl od Fidly nikomu neškodí. Živí se mrtvým hmyzem. |
|  | Hans Kryštof      | Moucha, byl to vůbec první hmyz se kterým se Mája setkala, poté, co utekla z úlu. Hned poté ho sežrala vážka Krasava. |
|  | Fridolín          | Termit, otec padesáti dalších termitů. |
|  | Vincek            | Velmi silný a tlustý brouk, kterému občas jeho velikost dělá menší problémy. Nakonec zjistí, že sílu potřebuje k pomoci ostatním. |
|  | Elfi              | Chramosilova dočasná žena, velmi nepříjemná, namyšlená, panovačná a bez žádné úcty k němu. To, ale Chramosil přehlíží, protože je do ní zamilovaný. |
|  | Dědko             | Starý člověk, ke kterému se dostanou Mája s mouchou Pukem. Dědko se je snaží oba zabít. Má šedé vlasy a vousy, montérky a klobouk. |
|  | Krasava           | Vážka, další hmyz s kterým se Mája hned po útěku z úlu potká, sežere v její blízkosti mouchu. Nakonec ji Mája zachrání život. |
|  | Melvin            | Myšák, Alexandrův bratr. Je to dobrák ale je také docela velký neurvalec. Později všichni pochopili, že není zlý a je s ním velká sranda. |
|  | Radek             | Velmi silný a tlustý brouk, který Máju zachránil před Fidlou, nakonec naopak jeho samotného musela Mája zachraňovat před Fidlou. Má 4 nohy a 2 ruce a tykladlo podobné noze na hlavě.                                                                       |
|  | Královna (1)      | Vážná postarší dáma, nejdůležitější včela za všech. Řídí úl a nic se bez ní v úlu nehne. V české jazykové verzi se objevuje pouze jednou. |
|  | Královna (2)      | Mladší, hnědovlasá a hubenější nástupnice původní královny. Je chápavější a milejší. V české jazykové verzi se objevuje zcela iracionálně a jen jednou. V původní japonské verzi existuje díl, kde dochází k jejímu jmenování následnicí předešlé královny. |